# Argynnis

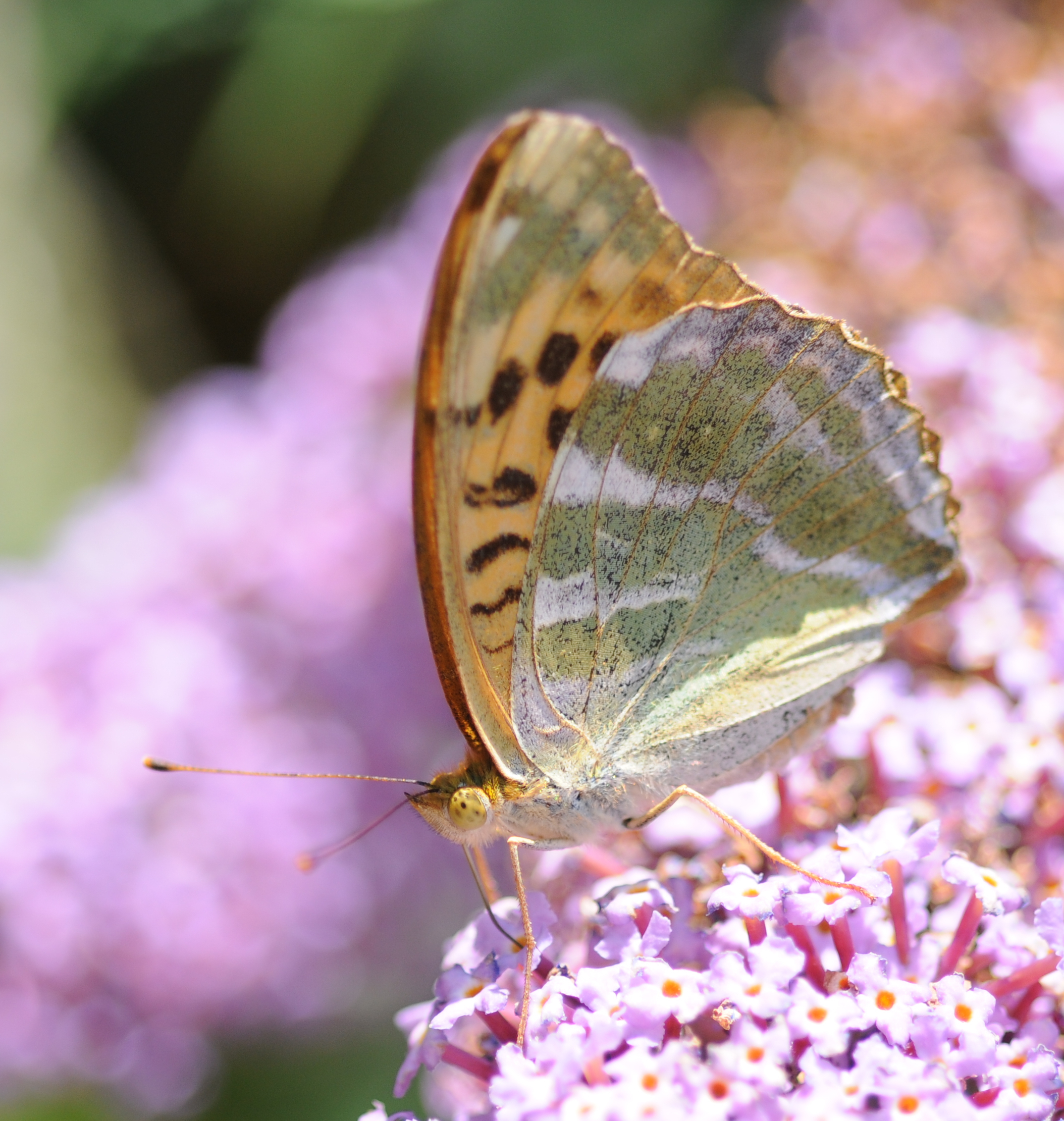
Flügelunterseite des Kaisermantels

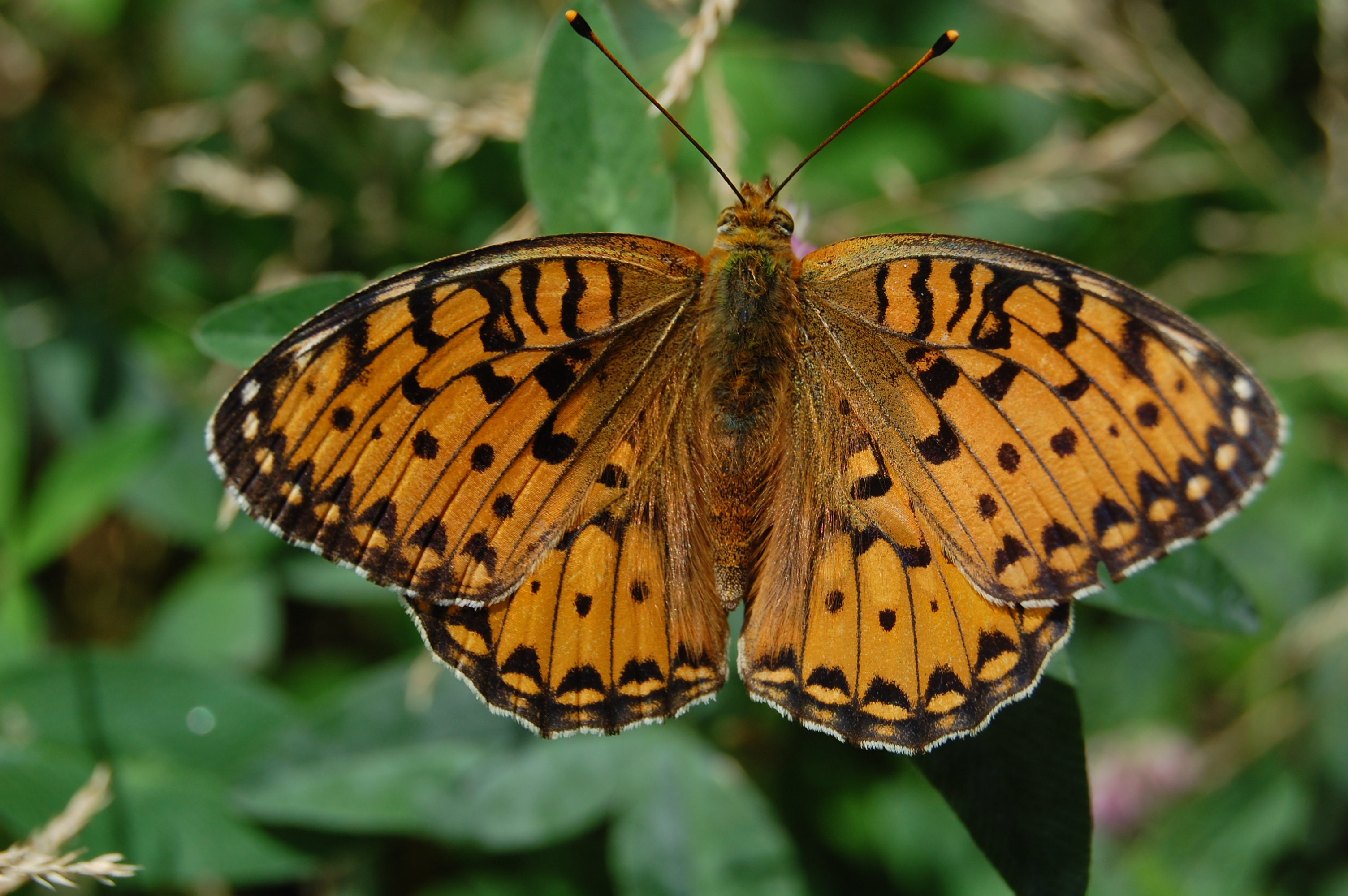
Großer Perlmuttfalter ♀

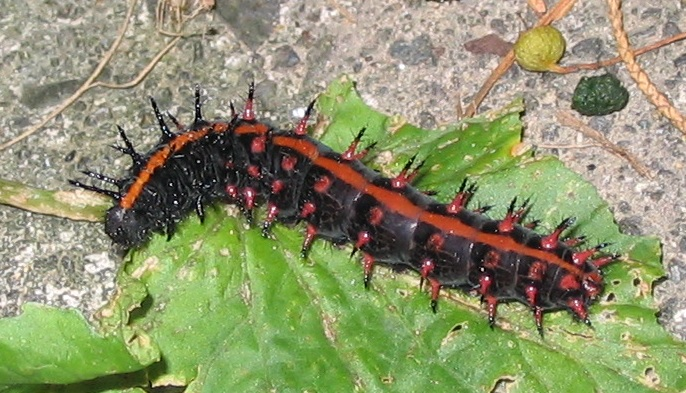
Raupe des Indisch-Australischen Perlmuttfalters

Argynnis ist eine Gattung der Edelfalter (Tagfalter), die zu der Ordnung der Schmetterlinge gehört.

## Merkmale
Die Flügel der Gattung Argynnis sind gezähnt, die Flügelfarbe ist bei den meisten Arten oberseits orange- bis rostrot und mit dunklen Adern versehen. Entlang einiger dieser Adern verlaufen mehr oder weniger deutlich sichtbare schwarze Duftschuppenstreifen. Dazwischen erstrecken sich verschiedenförmige schwarze Flecken. Diese Musterung kann zur Unterscheidung der Arten herangezogen werden. Die Unterseite der Flügel zeigt perlmuttfarbene Flecken, die der gesamten Gattung ursprünglich den Namen Perlmuttfalter gaben. Inzwischen wurde die Gruppe in mehrere Gattungen aufgespalten, so dass die Tribus Argynnini mit derzeit sechs Gattungen als Perlmuttfalter bezeichnet wird. Einige Arten weisen unterseits silbrig-weiße Streifen auf, die ebenfalls der Artunterscheidung dienen können. Es gibt, was die Flügelzeichnung betrifft, bei allen Arten einen erkennbaren Geschlechtsdimorphismus.
Die beiden Taster, die zu den Mundwerkzeugen gehören, sind dreigliedrig. Das zweite Tasterglied ist vorne verbreitert, etwas zusammengedrückt und behaart, das dritte Glied ist spitz. Die Fühler enden in einem Knöpfchen.

### Eier, Raupen und Puppen
Die Eier sind konisch zugespitzt und gerippt. Die Raupen besitzen, wie die der meisten Edelfalter, auf dem Hals zwei längere Dornen, dahinter verlaufen sechs Reihen ästiger Dornen. Auf dem Rücken verläuft ein breiter Streif, der meist durch eine dunklere Linie geteilt wird. Seitlich befinden sich meist ebenfalls Streifen oder Flecken auf jedem Ring. Die Puppen sind Stürzpuppen, d. h., sie hängen nach unten. Sie sind mit goldgelben Dornen bzw. Goldflecken besetzt.

## Vorkommen
Die Gattung Argynnis wird in die eurasischen Untergattungen und die ausschließlich in Nordamerika beheimateten Vertreter der Untergattung Speyeria eingeteilt. Erstere kommen weit verbreitet in ganz Europa und Asien sowie in Nordafrika und Australien vor, letztere nur in den USA und Kanada.
Die eurasischen Arten sind typische Waldschmetterlinge, treten aber auch in Landschaften und Gärten in der Nähe von Wäldern auf.

## Lebensweise
In warmen Gegenden Europas und Asiens schlüpfen die Raupen schon im März aus den Eiern. Die Falter können schon im Juni angetroffen werden. In kälteren Jahren bzw. in entsprechend weniger warmen Gegenden fliegen die Falter erst im Juli. Die Arten überwintern ausschließlich im Ei. Pro Jahr gibt es nur eine Generation.
Als Futterpflanzen dienen den Raupen hauptsächlich Veilchen-Arten, darunter das Wilde Stiefmütterchen, das Hundsveilchen und das Duftveilchen.

## Systematik und Taxonomie
Die Gattung Argynnis wurde von Johann Christian Fabricius in seinem 1807 erschienenen Werk Systema Glossatorum beschrieben. Im 6. Band von  Karl Illigers Magazin für Insektenkunde wurden die damals neuen Gattungen schon vor Erscheinen von Fabricius’ Werk auf Deutsch vorgestellt. Die Typusart der Gattung ist der 1758 von Fabricius’ Lehrer Carl von Linné als Papilio paphia beschriebene Kaisermantel (Argynnis paphia). Innerhalb der Tribus Argynnini (Perlmuttfalter), zu der sechs bis sieben Gattungen zählen, ist Argynnis am nächsten mit der Gattung Brenthis verwandt.

## Liste der Arten
Derzeit sind etwa 39 verschiedene Arten der Gattung bekannt, die hier unter ihrer lateinischen Bezeichnung alphabetisch geordnet sind. Dahinter stehend die deutsche Bezeichnung, soweit eine vorhanden ist.
| - Argynnis adippe (Denis & Schiffermüller, 1775) – Feuriger Perlmuttfalter - Argynnis aglaja (Linnaeus, 1758) – Großer Perlmuttfalter - Argynnis alexandra Ménétries, 1832 - Argynnis anadyomene Felder & Felder, 1862 - Argynnis argyrospilata Kotzsch, 1938 - Argynnis auresiana Fruhstorfer, 1908 - Argynnis childreni Gray, 1831 - Argynnis clara Blanchard, 1844 - Argynnis coreana Butler, 1882 = Argynnis coredippe Leech, 1893 - Argynnis elisa Godart, 1823 – Korsischer Perlmuttfalter - Argynnis hyperbius Linnaeus, 1763 – Indisch-Australischer Perlmuttfalter - Argynnis jainadeva Moore, 1864 | - Argynnis kamala Moore, 1857 - Argynnis laodice (Pallas, 1771) – Östlicher Perlmuttfalter - Argynnis lyauteyi (Oberthür, 1920) - Argynnis nerippe Felder & Felder, 1862 - Argynnis niobe (Linnaeus, 1758) – Mittlerer Perlmuttfalter - Argynnis pandora (Denis & Schiffermüller, 1775) – Kardinal (Schmetterling) - Argynnis paphia (Linnaeus, 1758) – Kaisermantel - Argynnis ruslana Motschulsky, 1866 - Argynnis sagana (Doubleday, 1847) - Argynnis vorax Butler, 1871 - Argynnis xipe Grum-Grshimailo, 1891 - Argynnis zenobia Leech, 1890 |

### UntergattungSpeyeria
Die Gattung Speyeria wurde synonymisiert und bildet jetzt eine Untergattung innerhalb der Gattung Argynnis. Diese Arten sind in Nordamerika beheimatet.
- Speyeria adiaste (W. H. Edwards, 1864)
- Speyeria aphrodite (Fabricius, 1787)
- Speyeria atlantis (W. H. Edwards, 1862)
- Speyeria callippe (Boisduval, 1852)
- Speyeria carolae (dos Passos & Grey, 1942)
- Speyeria clara (Blanchard, 1844)
- Speyeria coronis (Behr, 1864)
- Speyeria cybele (Fabricius, 1775)
- Speyeria edwardsii (Reakirt, 1866)
- Speyeria egleis (Behr, 1863)
- Speyeria hesperis (W. H. Edwards, 1864)
- Speyeria hydaspe (Boisduval, 1869)
- Speyeria idalia (Drury, 1773)
- Speyeria mormonia (Boisduval, 1869)
- Speyeria nokomis (W. H. Edwards, 1862)
- Speyeria zerene (Boisduval, 1852)